# Circondario di Annaberg
Il circondario di Annaberg era un circondario della Sassonia di 82 383 abitanti, che aveva come capoluogo Annaberg-Buchholz.
Il 1º agosto 2008 è stato unito ai circondari di Aue-Schwarzenberg, Monti Metalliferi Centrali e Stollberg per formare il nuovo circondario dei Monti Metalliferi.

## Suddivisione

### Città
1. Annaberg-Buchholz(22.808)
2. Ehrenfriedersdorf (5.238)
3. Elterlein (3.217)
4. Geyer (4.034)
5. Jöhstadt (3.230)
6. Oberwiesenthal (2.675)
7. Scheibenberg (2.347)
8. Schlettau (2.705)
9. Thum (5.814)

### Comuni
1. Bärenstein (2.684)
2. Crottendorf (4.564)
3. Gelenau/Erzgeb. (4.701)
4. Königswalde (2.384)
5. Mildenau (3.748)
6. Sehmatal (7.270)
7. Tannenberg (1.254)
8. Thermalbad Wiesenbad (3.710)